# 若昂·热拉尔多
若昂·佩德罗·费雷罗·热拉尔多（葡萄牙語：João Pedro Ferreiro Geraldo，1995年9月29日—），葡萄牙乒乓球运动员。他曾获得2014年欧洲乒乓球锦标赛男子团体冠军和2015年欧洲运动会乒乓球比赛男子团体冠军。